# Narodni park La Amistad
Mednarodni park La Amistad (špansko Parque Internacional La Amistad, prej Narodni park La Amistad, je čezmejno zavarovano območje v Latinski Ameriki, katerega upravljanje si delita Kostarika (karibsko ohranitveno območje La Amistad in Pacifik La Amistad) in Panama, po priporočilu UNESCO-a po vključitvi parka na seznam svetovne dediščine leta 1983. Park in okoliški biosferni rezervat je eno najbolj izjemnih ohranitvenih območij v Srednji Ameriki, ki ohranja velik del divjine tropskih gozdov. Svetovno znan je po izjemni biotski raznovrstnosti in endemizmu.

## Geografija
Mednarodni park La Amistad je enakomerno razdeljen med Kostariko in Panamo kot del nekdanjih rezervatov La Amistad. Park varuje velik del gorovja Cordillera de Talamanca, vključno z najvišjo točko Kostarike, Cerro Chirripó. Obsega 401.000 ha tropskega gozda in je največji naravni rezervat v Srednji Ameriki; skupaj s 15 km varovalnim pasom predstavlja pomemben vir biotske raznovrstnosti na regionalni (približno 20 % vrstne pestrosti regije) in svetovni ravni. To je prepoznano v njegovem strateškem položaju v mezoameriškem biološkem koridorju in njegovem imenovanju za Unescov seznam svetovne dediščine. Njegov čezmejni položaj mu daje edinstven potencial za izboljšanje bioregionalnega načrtovanja. Varovalni pas parka vključuje proizvajalce kave in govedine ter avtohtone samooskrbne kmete. V parku živijo tudi tri avtohtona plemena - Naso, Bribri in Ngöbe-Buglé. Te staroselske skupine živijo v majhnih tradicionalnih vaseh.

## Biotska raznovrstnost
Mednarodni park La Amistad, edinstven v Srednji Ameriki, kaže znake kvartarne poledenitve. Ponavljajoče se poledenitve in topografska izolacija sta povzročila izjemno raznolikost habitatov v parku, kar daje prednost visokim stopnjam biotske raznovrstnosti in speciacije. V parku je opisanih več kot 10.000 cvetočih rastlin, skupaj s 215 vrstami sesalcev, približno 250 vrstami plazilcev in dvoživk ter 115 vrstami sladkovodnih rib. Po parku se sprehaja pet vrst velikih mačk: puma, ozelot, dolga mačka (Leopardus wiedii), jaguar in jaguarundi (Herpailurus yagouaroundi). V parku je 600 vrst ptic, vključno: trikrpi zvonarček (procnias tricarunculatus), kvecal (Pharomachrus mocinno), ščinkavec Atlapetes luteoviridis in golovrati dežnikar (Cephalopterus glabricollis). Park varuje tudi kritični habitat za številne ogrožene vrste, kot so opica Ateles geoffroyi ornatus, bairdov tapir (Tapirus bairdii) in čudovita strupena žaba (Oophaga speciosa). Vsaj 7 vrst dvoživk je v celoti omejenih na meje parka, vključno z ognjenim močeradrom Chiriquí (Bolitoglossa cathyledecae).
Zaradi težavnosti terena je park razmeroma neraziskan in edina znatna znanstvena raziskovanja globoko v parku so v zadnjih 6 letih (2003–2008) vodili Naravoslovni muzej London, INBio in Univerza v Panami.
Leta 2006 je Darwinova pobuda, fundacija Združenega kraljestva financirala triletni projekt sodelovanja, ki so ga vodili Naravoslovni muzej v Londonu, INBio (Kostarika) in ANAM (Panama). Cilj pobude je bil ustvariti osnovne informacije o biotski raznovrstnosti za park in zemljevid biotske raznovrstnosti. To je vključevalo serijo sedmih multidisciplinarnih in mednarodnih odprav v oddaljene dele La Amistada, med katerimi je bilo najdenih več kot 7500 rastlin, 17000 hroščev in narejenih 380 herpetoloških zbirk, ki so bile deponirane v nacionalnih zbirkah Kostarike in Paname. Te ekspedicije so vodile tudi do odkritja 12 rastlinskih vrst, ene vrste gnojnega hrošča, 15 dvoživk in treh vrst plazilcev, ki so nove za znanost.